# Râul Roașa
Râul Roașa este un curs de apă, afluent al râului Șimon. 